# Benjamin Wallfisch
Benjamin Wallfisch (* 7. August 1979 in London, England) ist ein britischer Komponist und Dirigent.

## Leben
Benjamin Wallfisch ist der Sohn der Violinistin Elizabeth Wallfisch und des Cellisten Raphael Wallfisch. Seine Großmutter ist die Cellistin Anita Lasker-Wallfisch. Er begann im Alter von fünf Jahren mit dem Erlernen des Klavierspiels und schrieb seine ersten Kompositionen noch in seiner Kindheit. Von 1993 bis 1997 besuchte er die Guildhall School of Music and Drama und studierte Musik an der University of Manchester. Er studierte das Dirigieren bei Charles Mackerras, Vernon Handley und Bruno Weil. Bereits mit 22 Jahren wurde er Assistenzdirigent beim English Chamber Orchestra und von 2002 bis 2005 war er in gleicher Funktion beim Radio Filharmonisch Orkest tätig.
Mit seiner Musik zu dem von Thomas Vinterberg inszenierten Drama Dear Wendy debütierte Wallfisch 2005 als Filmkomponist und wurde dafür auch gleich für die Beste Musik für den dänischen Filmpreis Robert nominiert. Es folgten seitdem Kompositionen zu Filmen wie The Escapist – Raus aus der Hölle, Fetih 1453 und Hours – Wettlauf gegen die Zeit, wobei er parallel dazu auch als Dirigent für das Einspielen von Filmkompositionen wie Aushilfsgangster, Eat Pray Love, Lachsfischen im Jemen und Brothers Grimm tätig ist.
Ende Juni 2017 wurde Wallfisch ein Mitglied der Academy of Motion Picture Arts and Sciences.

## Filmografie (Auswahl)
- 2005: Dear Wendy
- 2008: The Escapist – Raus aus der Hölle (The Escapist)
- 2012: Fetih 1453
- 2013: Hours – Wettlauf gegen die Zeit (Hours)
- 2014: Wüstentänzer – Afshins verbotener Traum von Freiheit (Desert Dancer)
- 2016: Lights Out
- 2016: A Cure for Wellness
- 2016: Hidden Figures – Unerkannte Heldinnen (Hidden Figures)
- 2017: Holodomor – Bittere Ernte (Bitter Harvest)
- 2017: Annabelle 2 (Annabelle: Creation)
- 2017: Dunkirk, gemeinsam mit Lorne Balfe und Hans Zimmer.[3]
- 2017: Es (It)
- 2017: Blade Runner 2049
- 2018: The Darkest Minds – Die Überlebenden (The Darkest Minds)
- 2018: Bilby (Kurzfilm)
- 2018: Ein letzter Job (King of Thieves)
- 2018: Keepers – Die Leuchtturmwärter (The Vanishing)
- 2019: Shazam!
- 2019: Hellboy – Call of Darkness (Hellboy)
- 2019: Es Kapitel 2 (It Chapter Two)
- 2019: Im Netz der Versuchung (Serenity)
- 2020: Der Unsichtbare (The Invisible Man)
- 2021: Mortal Kombat
- 2021: Der Vogel (The Starling)
- 2022: Dreizehn Leben (Thirteen Lives)
- 2023: The Flash
- 2024: Alien: Romulus
- 2024: Twisters
- 2024: Kraven the Hunter
- 2025: Wolf Man
- 2025: Until Dawn